# Хаспек Хачатур
Хаспек Хачатур  (арм. Խասպեկ Խաչատուր, 1610—1686), также Хачатур Ерец (иерей) Кафаеци — армянский книжник, поэт и музыкант XVII века.

## Жизнь и творчество
Родился в Кафе в 1610 году. Получил образование у местного священника Ованнеса и научился искусству письма и раскрашивания рукописей у дьякона Галуста (многие переписанные им рукописи дошли до наших дней). Современники с большим уважением говорили о нём, особо отмечая его музыкальные способности. Был иереем. Около 20-и лет (с начала 1640-х до 1660-х)  прожил в Карасу (ныне Белогорск), где написал агиографическую поэму о повешанном местными мусульманскими властями некоем Саргисе. Хаспек представляет Саргиса любознательным и жизнерадостным юношей, который, несмотря на сильный страх перед смертью, не отрёкся от своей веры ради спасения жизни. Отличается от предыдущих агиографических сочинений армянской литературы тем, что автор видит в смерти  в первую очередь отказ от мирских радостей. В 1668—1671 годах был в Константинополе, затем вернулся в Кафу, где и умер в 1686 году. В том же году его земляки Ованес и Симеон посвятили ему панегирики.

Помимо мученичества Саргиса из Карасу сохранились ещё семь произведений Хаспека, четыре из которых посвящены Богородице (особо значима песня «Первая среди рода женщин», арм. «Գլուխ հանուրց ազգին կանանց»), в трёх воспеваются любовь и веселье (лучшим из них считается «Песня о розе и благоухающих цветах», арм. «Տաղ ի վերայ վարդին և անուշահոտ ծաղկանց»). Любовные стихи написаны на разговорном армянском языке, отличаются простотой и наивностью автора, выдают его склонность к светскому образу жизни.
издания сочинений и биографических очерков
- Н. Акинян. Тагасац Хачатур Хаспек Ерец Кафаци = Խաչատուր Խասպեկ Երեց Կաֆացի տաղասաց // Андес Амсореа. — 1946. — № 5—6.
- А. Саакян. Армянская поэзия позднего средневековья (XVI—XVII вв.) = Ուշ միջնադարի հայ բանաստեղծությունը (XVI—XVII դդ.). — Ереван, 1975. — 336 с.
- М. Абегян. История древнеармянской литературы = Հայոց Հին Գրականության Պատմություն. — Ереван, 1946. — Т. 2. — 600 с.
- Армянские поэты Крыма XV–XX вв.. — Симферополь, 2008. — С. 76—91. — 240 с.